# Brousse (Tarn)
Brousse település Franciaországban, Tarn megyében. Lakosainak száma 439 fő (2022. január 1.). Brousse Graulhet, Lautrec, Moulayrès, Puycalvel és Saint-Julien-du-Puy községekkel határos.

## Népesség
A település népességének változása:
| Lakosok száma | 411  | 415  | 428  | 419  | 423  | 427  | 431  | 435  | 439  |
|               | 2013 | 2015 | 2016 | 2017 | 2018 | 2019 | 2020 | 2021 | 2022 |